# Uładzimir Wieramiejenka
Uładzimir Uładzimirawicz Wieramiejenka, biał. Уладзімір Уладзіміравіч Верамеенка, ros. Владимир Владимирович Веремеенко (ur. 21 lipca 1984 w Homlu) – białoruski koszykarz grający na pozycji silnego skrzydłowego, obecnie zawodnik białoruskiej drużyny Cmoki Mińsk.
W drafcie NBA w 2006 roku został wybrany w drugiej rundzie przez Washington Wizards.
Karierę koszykarską rozpoczął w Awtodorze Saratów, następnie grał w Dynamie Sankt Petersburg i przez dwa sezony w Chimkach Moskwa. W sierpniu 2008 roku podpisał kontrakt z Uniksem Kazań.
14 października 2018 został zawodnikiem cypryjskiego Petrolina AEK Larnaca.
Jego młodsza siostra Anastasija jest także zawodową koszykarką.

## Osiągnięcia
Stan na 14 października 2018, na podstawie, o ile nie zaznaczono inaczej.
Drużynowe
- Mistrz:
  - Eurocup (2011)
  - EuroChallenge (2005)
  - Niemiec (2017)
- Wicemistrz:
  - VTB (2010, 2012)
  - Włoch (2016)
  - Rosji (2008)
- Brąz:
  - VTB (2011)
  - mistrzostw Rosji/VTB (2014)
  - mistrzostw Rosji (2006, 2007, 2009, 2010, 2011)
- Zdobywca:
  - pucharu:
    - Rosji (2008, 2009, 2014, 2018)
    - Niemiec (2017)

  - superpucharu Włoch (2015)
- Finalista pucharu Rosji (2010)

Indywidualne
- MVP:
  - miesiąca VTB (marzec 2012)
  - I spotkania ćwierćfinałów Eurocup (2010/11)
  - I tygodnia TOP 16 Euroligi (2011/12)
- Najlepszy białoruski zawodnik VTB (2013, 2014)
- Zaliczony do:
  - I składu pucharu Rosji (2014)
  - II składu rosyjskiej ligi PBL (2012)
- Uczestnik meczu gwiazd:
  - FIBA (2006)
  - ligi białoruskiej (2000)

Reprezentacja
- Uczestnik mistrzostw Europy U–20 (2004 –9. miejsce)
- Lider Eurobasketu U-20 w blokach (2004)